# 6a Divisió (Exèrcit Popular de la República)
La 6a Divisió va ser una unitat de l'Exèrcit Popular de la República que va existir durant la Guerra Civil espanyola, creada sobre la base de les brigades mixtes. Va arribar a estar desplegada en els fronts de Madrid, Llevant i Extremadura, tenint una participació destacada durant la contesa.

## Historial
La divisió va ser creada a la fi de 1936, en el si del Cos d'Exèrcit de Madrid. Composta per les brigades mixtes 4a, 42a i 43a, inicialment va quedar sota el comandament del tinent coronel de carrabiners José María Galán Rodríguez. Moltes de les forces de la divisió havien tingut una participació destacada en la defensa de Madrid.
Posteriorment el maig de 1937 la unitat seria assignada al II Cos d'Exèrcit, romanent destinada en el front de Madrid sense arribar a prendre part en operacions militars de rellevància, i en la qual ja se l'hi incorporaria la 75a Brigada Mixta. El desembre de 1937, i donat que la 4a i la 42a Brigades Mixtes són enviades per incorporar-se a d'altres Divisions, se li assigna la 149a Brigada Mixta, quedant composta ara la 6a Divisió per la 43a, la 75a i la 149a Brigades Mixtes. L'abril de 1938 és reorganitzada de nou i adscrita al XXI Cos d'Exèrcit, ara ja composta per la 74a, 107a i 209a Brigades Mixtes (donat que les altres Brigades Mixtes són enviades a d'altres fronts) i el 30 d'abril composta per la 107a, 209a, on se li afegeix la 129a Brigada Mixta. Én aquestes dates és enviada al front de Llevant per a fer front a l'ofensiva franquista que pretenia conquistar València. Després del final dels combats de Llevant va ser sotmesa a una reorganització, quedant en reserva. L'agost de 1938 la 6a Divisió, ara ja formada definitivament i fins al final de la guerra per la 107a, 209a i 220a Brigades Mixtes, va ser enviada com a reforç al front d'Extremadura, per a fer front a l'ofensiva franquista en aquest sector. Va quedar afecta al VII Cos d'Exèrcit, participant en els contraatacs republicans que van aconseguir estabilitzar la situació i recuperar terreny. Després de finalitzar les operacions quedaria assignada al XX Cos d'Exèrcit, en Llevant, ja al Novembre de 1938.
A la fi de 1938 va ser assignada a l'Agrupació «Toral», al front del sud, en previsió de la seva futura participació en la batalla de Valsequillo. El matí del 5 de gener de 1939 la 6a Divisió va ser una de les unitats que va trencar les línies franquistes, internant-se en territori enemic. Posteriorment concentraria els seus esforços sobre la «Sierra Trapera», un dels nuclis de la resistència franquista, llançant nombrosos atacs contra aquesta.

## Comandaments
Comandants
- tinent coronel de carrabiners José María Galán Rodríguez;[11]
- tinent coronel d'infanteria Arturo Mena Roig;[12]
- tinent coronel d'infanteria Carlos Romero Giménez;[13]
- tinent coronel d'infanteria Miguel Melero Blanco;[14]
- major de milícies Valeriano Marquina Merino;[15]

Comissaris
- Antonio de Lezama, d'IR;[16]
- José Laín Entralgo, del PCE;[17]

Caps d'Estat Major
- comandant d'infanteria Ángel Lamas Arroyo;[1]
- comandant d'infanteria Manuel Checa Almohalla;

## Ordre de batalla
| Data                   | Cos d'Exèrcit adscrit   | Brigades Mixtes integrades | Front de batalla |
| ---------------------- | ----------------------- | -------------------------- | ---------------- |
| 31 de desembre de 1936 | Cos d'Exèrcit de Madrid | 4a, 42a i 43a              | Centre           |
| Maig de 1937           | II Cos d'Exèrcit        | 4a, 42a i 43a i 75a        | Centre           |
| Desembre de 1937       | II Cos d'Exèrcit        | 43a, 75a i 149a            | Centre           |
| Abril de 1938          | XXII Cos d'Exèrcit      | 74a, 107a i 209a           | Llevant          |
| 30 d'abril de 1938     | XXI Cos d'Exèrcit       | 107a, 129a i 209a          | Llevant          |
| 11 d'agost de 1938     | XXI Cos d'Exèrcit       | 107a, 209a, 220a           | Llevant          |
| Novembre de 1938       | XX Cos d'Exèrcit        | 107a, 209a, 220a           | Llevant          |
| Gener de 1939          | Agrupació «Toral»       | 107a, 209a, 220a           | Extremadura      |